# Évreux Volley-ball 2011-2012
Questa voce raccoglie le informazioni riguardanti l'Évreux Volley-ball nelle competizioni ufficiali della stagione 2011-2012.

## Organigramma societario
Area direttiva
- Presidente: Jean-Luc Soetewey

Area tecnica
- Allenatore: Emmanuel Fouchet
- Allenatore in seconda: Gil Favresse

## Rosa
| N° | Nome                         | Ruolo | Data di nascita   | Nazionalità sportiva |
| -- | ---------------------------- | ----- | ----------------- | -------------------- |
| 1  | Emeli Shaffer                | C/O   | 11 dicembre 1985  | Brasile              |
| 2  | Melinda Adelin               | S     | 12 maggio 1986    | Francia              |
| 3  | Gaëlle Mollinger             | P     | 23 aprile 1988    | Francia              |
| 5  | Tracy Valerin                | C     | 25 febbraio 1987  | Francia              |
| 6  | Donata Huebert               | L     | 25 aprile 1989    | Germania             |
| 7  | Cecilia Dujić                | S     | 6 dicembre 1987   | Croazia              |
| 8  | Tássia Gonçalves de Oliveira | S     | 26 settembre 1984 | Brasile              |
| 9  | Tiphaine Le Guiader          | S     | 1º ottobre 1993   | Francia              |
| 10 | Taiana Téré                  | S     | 27 maggio 1986    | Francia              |
| 11 | Lorena Šipić                 | C     | 11 novembre 1990  | Croazia              |
| 12 | Marième Diagne               | C     | 23 ottobre 1989   | Senegal              |
| 14 | Elena Neve                   | P     | 28 ottobre 1988   | Paesi Bassi          |